# Surakarta

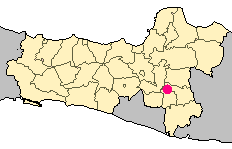
Położenie miasta na mapie Jawy Środkowej

Surakarta – miasto w Indonezji na Jawie w prowincji Jawa Środkowa; zwane potocznie Solo; współrzędne geograficzne 7°35′S 110°49′E/-7,583333 110,816667; 555 tys. mieszkańców (2005).
Miasto leży w regionie rolniczym; uprawa trzciny cukrowej, ryżu, kauczukowca, zbóż, manioku, indygowca; przemysł włókienniczy, tytoniowy; ważny ośrodek sztuki jawajskiej (batiki, rzemiosło artystyczne); uniwersytet (Universitas Muhammadiyah Surakarta zał. 1981); port lotniczy Surakarta-Adisumarmo.
Zabytki: pałac sułtański zbudowany w 1746 roku, fort holenderski (Fort Vastenburg) z 1779 roku.

## Historia
Przed połową XVIII w. istniała tu niewielka osada Solo. Od 1755 roku stolica zależnego od Holandii sułtanatu Surakarta, w 1830 r. włączone do Holenderskich Indii Wschodnich; od 1945 r. w Indonezji.

## Miasta partnerskie
- Montana, Bułgaria
- Bilbao, Hiszpania